# Общество французских акварелистов
Общество французских акварелистов, или Общество акварелистов Франции (фр. Société d'aquarellistes français) — художественное общество, основанное во Франции в 1879 году и объединившее художников-акварелистов и любителей. Члены общества стремились пропагандировать и способствовать развитию искусства акварельной живописи. Общество ещё действовало в 1939 году, но уже под названием «Société des aquarellistes français», которое было утверждено в 1896 году.
16 января 1879 года несколько известных художников решают создать в Париже компанию с ограниченной ответственностью, известную как «Французские акварелисты», основанную на улице Бургонь, 18 с уставным капиталом в 40 тысяч франков. Она организовала первую выставку, которая состоялась в апреле следующего года у галериста Поля Дюран-Рюэля на улице Лаффит 16 и на которой было выставлено около 120 работ. Основатели создали свой союз по лондонскому образцу, где таких объединений на тот момент было уже три. В Бельгии Общество акварелистов появилось в 1856 году, а в Соединённых Штатах Америки с 1850 года работало Нью-Йоркское акварельное общество.
Акварель процветала на рынке произведений искусства, так как была, как правило, более доступна, чем картина маслом на холсте. Первоначально Общество французских акварелистов объединило семнадцать художников; организация выгодно отличалась от подобных союзов других стран тем, что в неё с самого начала охотно принимали женщин. Самые первые — Эжен Изаби и Эжен Луи Лами, самые опытные и известные — Гюстав Доре и Жюль Фердинан Жакмар, остальные — Анри Барон, Шарль-Эдуард де Бомон, Эдуар Детай, Франсуа-Луи Франсе, Фердинанд Гейльбют, Роже Жозеф Журден, Луи-Эжен Ламбер, Александр-Луи Лелуар (часто упоминаемый в качестве инициатора создания организации), Морис Лелуар, Мадлен Лемер, Шарлотта де Ротшильд, Жан Жорж Вибер и Жюль Вормс.
Вскоре к Обществу акварелистов Франции присоединились почётные члены, включавшие просвещенных любителей и влиятельных коллекционеров, которые также выступали в качестве престижных спонсоров: Франсуа Орлеанский, принц де Жуанвиль, Эдуард Франсуа Андре, Эммануэль Боше, Морис Коттье, Огюст Дрейфус, Александр Дюма (сын), Этьен де Гане, чья жена Эмили Риджуэй стала важным покровителем, Анри Греффюль, Альфред Хартманн, Эдмон де Ротшильд и Сэмюэль Веллес де Лавалетт.
Все участники Общества обязались справедливо распределять прибыль от продажи между собой, и только зарегистрированные художники могли участвовать в выставках. Первая выставка картин получила высокую оценку, в том числе критика Артура Беньера, который в «Gazette des beaux-arts» подчеркнул тщательность, с которой был разработан каталог, воспроизводя в черно-белом цвете акварели, представленные благодаря Дамасу Жуо, известному книготорговцу-печатнику в мире библиофилов.
Затем Общество французских акварелистов старалось организовывать выставки ежегодно, выпускать к ним каталоги, плакаты и привлекать новых талантливых художников. Одновременно организация редактировала коллекции иллюстрированных обзоров в сотрудничестве с Goupil & Cie и Анри Ланетте, которые она перевела и аннотировала для лондонской публики (выставка 1881 года), затем американской (выставка в Нью-Йорке, 1882 год). Общество добавило к выставленным акварелям несколько рисунков и офортов 1884 года.
Во время Всемирной выставки 1889 года Общество французских акварелистов занимало стенд в павильоне графики и постановок.
С 1897 года название компании стало «Exposition des aquarellistes français». В 1900 году было упомянуто, что головной офис находится на авеню Елисейских полей, 72, но с 1884 года ежегодную выставку проводил владелец галереи Жорж Пети, вплоть до 1920-х годов.
Общество французских акварелистов просуществовало вплоть до начала Второй мировой войны.